# ソースネクスト
ソースネクスト株式会社（英: SOURCENEXT CORPORATION）は、日本のPCソフト・スマートフォンアプリ・ハードウェアの販売、開発会社。

## 概要
Windows用アプリケーションソフトでは、加速ユーティリティソフト「驚速」、タイピング習得ソフト「特打」のヒットなどで知られる。また、更新料0円のセキュリティソフト「ZERO」シリーズやハガキ作成ソフト「筆王」「筆まめ」「宛名職人」など900を超えるソフトを提供し、7分野で日本国内シェア1位を獲得している。特に、「特打」などのトレーニングソフト、「いきなりPDF」などの文書管理ソフト、「筆王」「筆まめ」「宛名職人」などの葉書・毛筆ソフトの3分野においては約20年間にわたりシェア1位を獲得している。2017年からは翻訳機「ポケトーク」の販売を開始。翻訳機の市場で90％以上のシェアを獲得している。製品の登録ユーザー数は1800万人を超えている。
設立時の社名は「株式会社ソース」で、ソースネクストは製品のブランド名であったが、1999年11月1日に社名も「ソースネクスト」に変更した。

## 沿革
- 1996年（平成8年）
  - 8月 - 松田憲幸・松田里美夫妻により、アプリケーションソフトの企画、開発および販売を目的として株式会社ソースを設立。
  - 12月 - ハードディスクの加速ユーティリティソフト「驚速95」を発売。
- 1997年（平成9年）6月 - タイピングソフト「特打」を発売。
- 1999年（平成11年）10月 - ソースネクスト株式会社に社名変更。
- 2000年（平成12年）6月 - インターネットによる通信販売事業に進出。
- 2003年（平成15年）3月 - 1,980円で簡単にPDFファイルが作れるソフト「いきなりPDF」を発売。このソフトのヒットを受け、書店やコンビニエンスストアといった、家電量販店以外にも販路を広げる目的で当時販売していた全てのパソコンソフトを1,980円均一で販売するという戦略に踏み切る[8]。
- 2006年（平成18年）
  - 7月 - 年間更新料0円のセキュリティソフト「ウイルスセキュリティZERO」を発売。
  - 12月 - 東京証券取引所マザーズ市場に株式上場。
- 2007年（平成19年）
  - 3月 - ハガキ作成ソフト「筆王」のプログラム著作権および商標権を取得。
  - 11月 - CD・DVDライティングソフト「B's Recorder GOLD」シリーズのプログラム著作権および商標権を取得。
- 2008年（平成20年）6月 - 東京証券取引所市場第一部に株式上場。
- 2009年（平成21年）11月 - 本社を東京都港区虎ノ門3丁目8番21号に移転。
- 2010年（平成22年）
  - 4月 - iPhoneアプリケーション事業に参入。
  - 6月 - クラウド型のWebアプリケーション「Evernote」を提供するエバーノート社と業務提携。
- 2011年（平成23年）
  - 1月 - 登録ユーザー数が1,000万人を突破。
  - 9月 ‐ Android用アプリケーションの開発・販売事業を開始。「Android厳選アプリ」シリーズを発売。
  - 12月 - BitDefender社のエンジンを用いた、更新料0円のセキュリティ対策ソフト「スーパーセキュリティZERO」を発売。
- 2012年（平成24年）
  - 3月 - KDDIが提供するAndroidスマートフォン向けサービス「auスマートパス」にアプリの提供を開始。
  - 9月 - 米国に子会社SOURCENEXT Inc.を設立。
- 2013年（平成25年）5月 - NTTドコモが提供する「スゴ得コンテンツ」にアプリの提供を開始。
- 2014年（平成26年）8月 - ソフトバンクモバイルが提供する「App Pass」にアプリの提供を開始。
- 2016年（平成28年）
  - 4月 - ハガキ作成ソフト「宛名職人」のプログラム著作権および商標権を取得。
  - 7月 - 本社を東京都港区東新橋1丁目5番2号に移転。
  - 12月 - マイザ株式会社の全株式を取得。
- 2017年（平成29年）
  - 5月 - 株式会社筆まめ（現・EUS）の全株式をソフトフロントホールディングスから買収し、取得[9][10][11]。
  - 6月 - ロゼッタストーン・ジャパン株式会社の全株式を取得。
  - 7月 - マイザ株式会社を吸収合併。
  - 8月 - 株式会社筆まめの販売・サポート部門が移管され、ハガキ作成ソフト「筆まめ」を発売[12][13]。
  - 12月 - 初のIoT製品となる「ポケトーク」を発売。
- 2018年（平成30年）9月 -「ポケトークW」を発売。
- 2019年（平成31年）1月 - オランダに子会社SOURCENEXT B.V.を設立。
- 2019年（令和元年）12月 -「ポケトークS」を発売。
- 2019年12月2日 - コーレル製品の独占販売を開始[14]。
- 2022年（令和4年）2月 - ポケトーク事業を簡易新設分割し、同事業を手がけるポケトーク株式会社（完全子会社）を設立[15]。

## 主な製品

### ハードウェア
- ポケトーク
- FamilyDot

### PCソフト
- ZEROウイルスセキュリティ - エンジンは、インドK7 Computing Pvt Ltd社開発のK7 Total Securityのものを使用。
- ZEROスーパーセキュリティ - エンジンは、ルーマニアSOFTWIN社開発のBitDefender Internet Securityのものを使用。
- クラウドセキュリティZERO - エンジンは、アメリカMicroWorld Technologies社開発のeScan Internet Security Suiteのものを使用。
- 筆まめ - 株式会社筆まめから著作権・商標権を授受。
- 筆王 - イーフロンティア・アイフォーから著作権・商標権を授受。
- 宛名職人 - 株式会社アジェンダから著作権・商標権を授受。開発元は株式会社アジェンダ。
- 筆休め
- Paintgraphic - 開発元は株式会社ファンファーレ。
- 超字幕 - 自社開発であったが、株式会社ナガセ著作権・商標権を譲渡。
- ホームページ - ホームページ・ビルダー11の独占販売終了に伴い、その代替として「ホームページZERO」の名称で開発・発売。
- 特打
- 驚速
- いきなりPDF
- B's Recorder - ビー・エイチ・エーから著作権・商標権を授受。
- Thinkfree Office
- 超ブルーライト削減
- 超ホーダイ
- PowerDVD EXPERT
- Enjoy DVD / Enjoy Blu-ray
- 読取革命
- パーソナル編集長  - 株式会社筆まめから著作権・商標権を授受。
- MAGIX製品 - 日本国内独占販売権を取得。
  - ACID Music Studio
  - Sound Forge（英語版）
  - Vegas Pro - 日本・マレーシア・香港・シンガポール・インドネシア・台湾での独占販売権を取得。
- コーレル製品 - 日本国内独占販売権を取得。
  - Corel Paint Shop Pro
  - AfterShot Pro
  - PhotoMirage
  - Corel VideoStudio
  - Corel Painter
  - Painter Essentials
  - CorelDRAW
  - CorelCAD
  - Roxio Creator
  - Roxio Toast
  - Parallels Desktop for Mac
  - WinZip
  - WinDVD

### 教材・素材集
- スーパーエルマー - アメリカのVoice of Americaのニュース、CBS Evening Newsのドキュメンタリーを使用した英語学習教材。株式会社東京SIM外語研究所から著作権・商標権を授受。
- 高画質素材MAIXA - 写真素材集。マイザ株式会社を吸収合併し、著作権・商標権を授受。

など

### スマホアプリ
- スマートフォンセキュリティ
- 驚速メモリ
- 超電池
- 超ブルーライト削減
- 特打フリック
- 筆王
- 超字幕

## 製品

### Qualityイチキュッパシリーズ
2003年2月より「コモディティ化戦略」を打ち出し始まった低価格路線のブランド名。ただし当初の名称は「ソフト◎プライス 1,980円」、価格も税抜き1980円だった。その後2004年4月の消費税の総額表示義務化に伴いから税込み1980円に価格を改訂、名称も「Qualityイチキュッパシリーズ」に変更された。
ただし定価2980円や3970円の「Qualityイチキュッパシリーズ」ソフトも販売されており、必ずしも実態とは一致していない。

### Uメモ
同社販売のソフトを総容量1ギガバイトのUSBメモリに収録したもので、インストールがCD-ROMドライブを持たないパソコンにも可能で、より高速なことが特徴となっている。通常のUSBメモリとしても使用でき、必要ならばプログラムを削除することもできる。誤って削除したり、メモリ本体を紛失したりしてもユーザー登録を行ってあればソースネクストサイトからプログラムを再ダウンロードすることもできる。
2008年9月5日に第1弾が、同年10月3日に第2弾が発売された。

### スリムパッケージ
ソースネクストが独自に提案したソフトウェアパッケージの大きさを従来の物から1/5に抑えたもの。DVDのトールケースと同じ高さであるため、収納スペースの縮小やコストの削減といったメリットを生んでいる。
スリムパッケージを導入したところ一時売上が落ちたが、説明扉をつけることで高級感を出す、説明の文章量を増やす等の改善を行った結果、売上が回復した。

### 説明扉
ソフトウェアには必ず説明書が付いているが、ソースネクストが提案したスリムパッケージでは箱に説明書が付いており、開くと扉のように見えることからそう呼ばれている。

### マイレージサービス
同社ソフトウェア製品をウェブサイトでユーザー登録をすると、製品価格の10%（ただし周辺機器の場合はこの限りでない）のマイルを獲得できる。マイルがたまると、賞品への応募や、同社ソフトウェアをダウンロードできるようになる。ただし2019年11月7日からは、新サービス「ソースネクストeポイント」の提供が開始され、これに伴い2020年12月末に終了となっている。

## 株式上場までの経緯
2002年、マネックス証券とUFJキャピタルマーケッツ証券を共同主幹事証券会社として大阪証券取引所ナスダックジャパン市場への上場承認を受け、2月18日に公開予定だったが、前営業日の2月15日に「幹事証券会社が、推薦書を取り下げた」として、大証が上場承認を取り消した。
2006年11月17日、東京証券取引所マザーズ市場から承認され、12月20日に上場した。
2008年6月16日、東証一部に指定替えとなった。

## 不祥事

### クレジットカード番号漏洩事件
2023年2月14日、ソースネクストは第三者からの不正アクセスにより個人情報やクレジットカード番号約12万件が流出したと発表した。本来、ソースネクスト側ではクレジットカード番号は保存していなかったが、2022年11月ごろよりWEBサーバが改ざんされ、2022年11月15日～2023年1月17日の間にフォームに入力されたクレジットカード番号やセキュリティコード、氏名、住所、電話番号、メールアドレスなどが外部に送信されるようにされてしまっていた。
またこれを受け、同社ECサイトでのクレジットカード決済を一時的に停止していたが、2023年3月29日より再開した。

## テレビ番組
- 日経スペシャル 日経スペシャル カンブリア宮殿 次世代ビジネスの挑戦者たち(1)世の中にないものを生み出せ　夢の翻訳機への挑戦！（2020年1月9日、テレビ東京）[26]

## 関連会社
- ポケトーク株式会社 - 連結子会社
  - POCKETALK Inc. - 孫会社。アメリカ法人。旧社名はSOURCENEXT Inc.
  - POCKETALK B.V. - 孫会社。オランダ法人。旧社名はSourcenext B.V.
- ロゼッタストーン・ジャパン株式会社 - 連結子会社